# Nell Gwyn

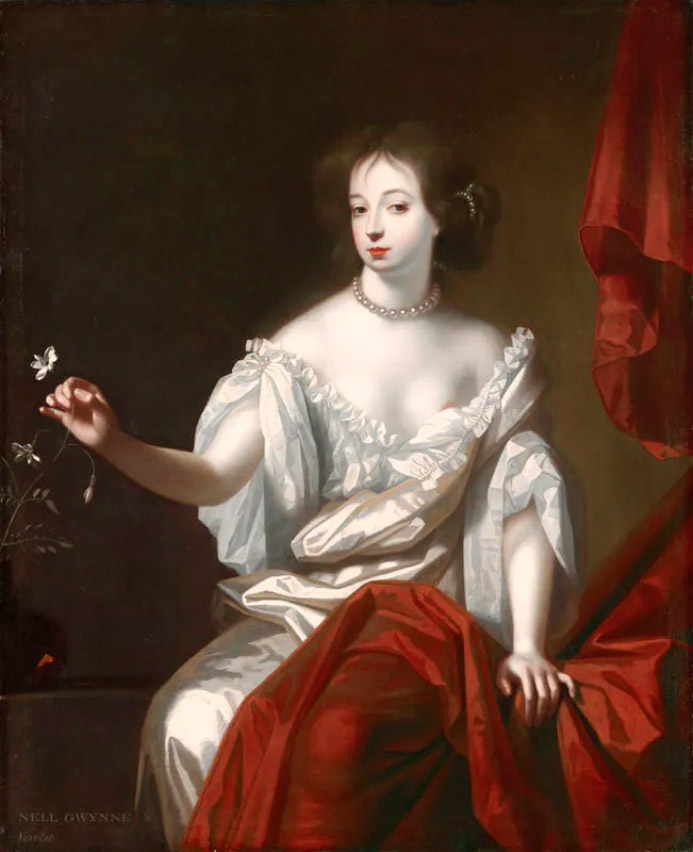
Nell Gwyn, Gemälde von Simon Verelst

Nell Gwyn (* 2. Februar 1650 oder 1651 wahrscheinlich in Hereford oder London; † 14. November 1687 in London als Eleanour [auch: Ellen Gwyn, Gwynn, Gwin, Gwynne]) war eine Schauspielerin und die im englischen Volk beliebteste der vielen Mätressen des englischen Königs Charles II. Von Samuel Pepys wurde sie wegen ihres Witzes und ihrer spitzen Zunge auch Pretty Witty Nell genannt.

## Leben

### Kindheit und Jugend
Nell war die zweite und jüngste Tochter von Thomas Gwyn und seiner Frau Rose. Ihre ältere Schwester wurde 1648 geboren und trug den Namen der Mutter, Rose. Nach dem Tode oder Verschwinden des Vaters wuchsen die Kinder in sehr ärmlichen Verhältnissen auf dem Gebiet des heutigen London in der Drury Lane auf. Um 1655 lag die Drury Lane noch in Middlesex und war umgeben von Ackerland und Brachland.
Einige Biografien berichten, dass der Vater ein Hauptmann in der englischen Armee gewesen, im Kampf verwundet worden und daran gestorben sei. Andere behaupten, er sei als Royalist nach einem Kampf verhaftet und zu einer Gefängnisstrafe verurteilt worden. Wiederum andere sprechen von einem fahrenden Händler, mit dem sich ihre Mutter einließ. Genaues lässt sich heute nicht mehr feststellen.
Sogar die Vaterschaft und Existenz von Thomas Gwyn wird, vor allem von zeitgenössischen Autoren, angezweifelt. Der englische Dramatiker Sir George Etherege schrieb über Nells Mutter folgenden Zweizeiler:
| No man alive could ever call her daughter For a battalion of Armed men begot her | Kein lebender Mann könnte sie je Tochter nennen Denn ein Bataillon gerüsteter Männer (=Soldaten) hat sie gezeugt. |

In der Drury Lane, wie auch in der Coal Yard Alley oder in Long Acre, standen zu dieser Zeit fast ausschließlich Bordelle und Pubs, zur damaligen Zeit auch bawdy-house (obszönes Haus) genannt, so dass zeitgenössischen Quellen diese Gegend als „Zentrum der Prostitution“ bezeichneten. Aus dieser Straße stammte Rose Gwyn, und dort lebte sie mit ihren beiden kleinen Töchtern. Man kann annehmen, dass Rose neben ihrer Arbeit als Schankfrau in der Rose Tavern in der Russell Street auch als Prostituierte arbeitete. Nells Biograf Derek Parker schreibt, dass Nell vermutlich selbst als Kinder-Prostituierte gearbeitet habe. Laut Cunningham soll Nell über ihre Kindheit gesagt haben, sie sei in einem Bordell (brothel) aufgewachsen und habe starke Getränke an Gentlemen verkauft. Folgende Aussage über ein bawdy-house soll von Nell selbst stammen:
| …by Madam Ross exposed to town I mean by those who will give half a crown | … von Madame Ross vor der ganzen Stadt entblößt nein, vielmehr von jenen, die eine halbe Krone dafür geben |

Ihr Biograf Derek Parker hält es für wahrscheinlich, dass sie durch den Neubau des King’s Theatre wusste, dass die Edelleute des Hofes die Schauspielerinnen nicht nur aus Interesse an ihrem darstellerischen Talent besuchten. Sie soll Schauspielerin geworden sein, um ihr Einkommen aufzubessern und in der Hoffnung, bald einen vermögenden Gönner zu finden. Ihre ersten Eindrücke vom Theater erhielt sie aber als „Orange Girl“: sie verkaufte während der Vorstellungen Obst und Süßigkeiten. Dazu übermittelte sie auch Nachrichten zwischen den Zuschauern und den Schauspielerinnen und soll sich später auch als Vermittlerin bzw. Zuhälterin Geld verdient haben.

### Schauspielerin
Ob Nell jemals richtigen Schauspielunterricht erhielt, ist zweifelhaft, zumal sie weder schreiben noch lesen konnte und ihre Texte durch Vorsprecher lernen musste. Sie wird anhand des Schicksals ihrer Schwester, die inzwischen eine bekannte Prostituierte war, einen Wegelagerer geheiratet hatte und wegen Hehlerei in Haft saß, geahnt haben, dass sie sich den reicheren Herren in den Logen am vorteilhaftesten und eindrücklichsten präsentieren konnte, indem sie auf der Bühne stand.

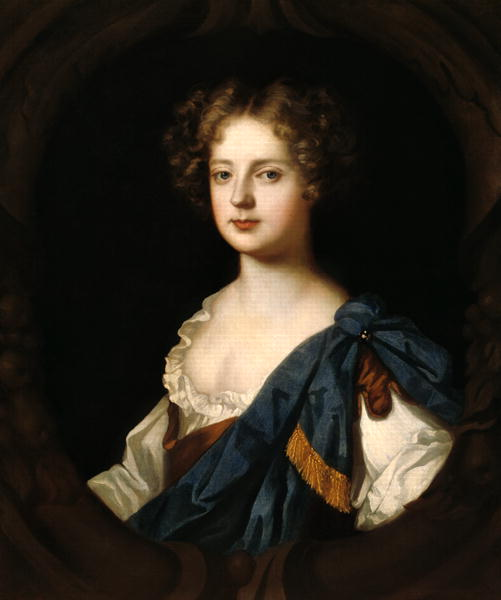
Sir Peter Lely: Porträt von Nell Gwyn, Öl auf Leinwand, um 1680

Ihre ersten „Protektoren“ waren die Schauspieler John Lacy und Charles Hart. John Lacy startete seine Bühnenkarriere als Tänzer und Komödiant. Er war so erfolgreich, dass Charles II. drei Porträts für sich von ihm anfertigen ließ. Ein anonymer Biograf von Nell Gwyn (das Buch erschien 1752) berichtete, dass John Lacy in der gleichen Truppe wie Nells Vater gedient hätte (John Lacy diente wirklich als Soldat) und er sich deshalb der Tochter seines Freundes angenommen und sie gefördert habe. John Lacy unterrichtete Nell in Tanz und brachte ihr die Grundzüge der Schauspielerei bei. Sie wurde die Geliebte beider Männer, John Lacy und Charles Hart. Zusammen mit Charles Hart spielte Nell als erstes ein „gay couple“, eine Art komödiantisches Paar, am Restauration Theatre. Nell debütierte mit nur fünfzehn Jahren in dem Stück The Indian Emperor. 1664 spielte sie die Hauptrolle in John Drydens Stück Indian Queen. Nell hatte schnell Erfolg, und John Dryden widmete ihr vier weitere Stücke, in denen sie die Hauptrollen spielte: The Wild Gallant (1663), The Rival Ladies (1664), The Indian Emperor (1665) und Tyrannic Love (1669). Hart und Gwyn waren als Paar auf der Bühne vom ersten Tag an eine Sensation und sehr erfolgreich. In dem Stück All Mistaken von James Howard spielte er die Rolle des Philidor, Nell die der Mirida. Kurz darauf waren beide in The Gay Monsieur und The Chances zu sehen. Am bekanntesten wurden beide in dem Stück Secret Love, dessen Handlung sich stark an William Shakespeares Much Ado about Nothing anlehnte.
John Dryden soll Nells Schlagfertigkeit und ihr Talent für leichte, komödiantische Rollen schnell erkannt haben. Er schrieb ihr in seinen Stücken die Rollen förmlich auf den Leib. Durch ihren Erfolg mit dem Stück Secret Love wurden auch andere Autoren auf Nell aufmerksam und schrieben Stücke oder Rollen für sie. Obwohl die Komödie ihr Hauptfach war, spielte sie 1664/5 eine Rolle in William Killigrews Tragödie The Siege of Urbino.
Nell kam mit ihren Schauspielkolleginnen, sogar mit den Ehefrauen ihrer Bewunderer, sehr gut aus und wurde für ihre Schönheit und ihr Talent auch von Samuel Pepys gerühmt.
| An excellent play, and so well done by Nell, her merry parts, as cannot be better done in nature, I think Samuel Pepys, Tagebuch, 25. März 1667 | Ein exzellentes Stück und so gutes Spiel von Nell in ihrer erheiternden Rolle, wie es, so glaube ich, von der Natur nicht besser gemacht werden könnte. |

### Mätresse des Königs

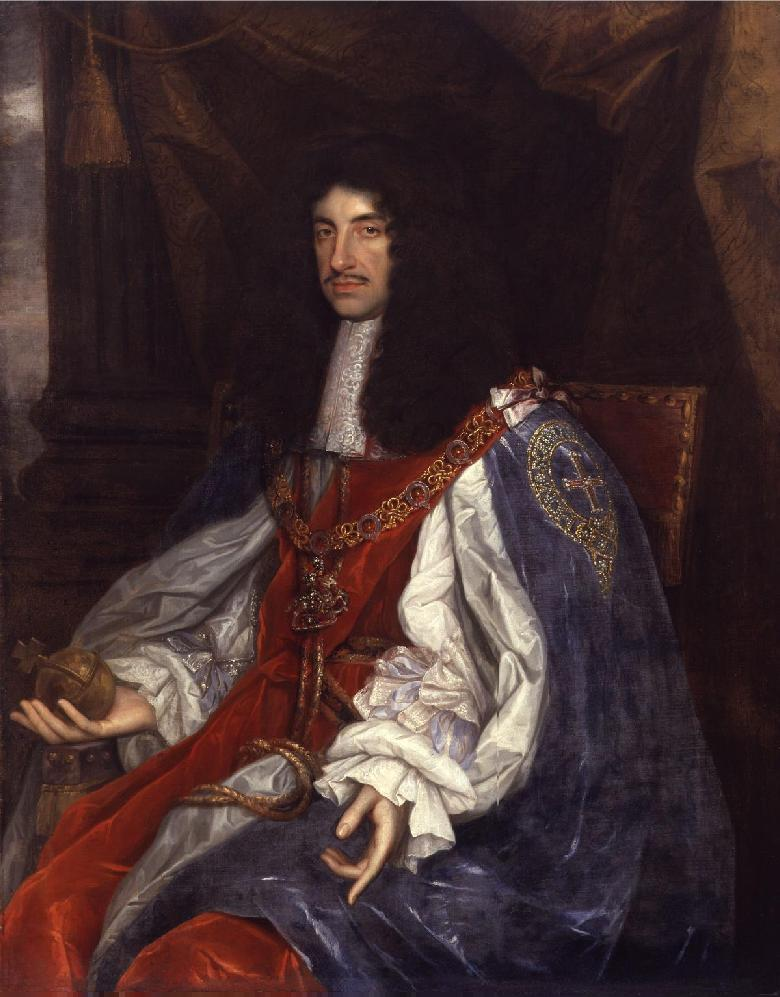
Karl II., Gemälde von John Michael Wright (zwischen 1660 und 1665)

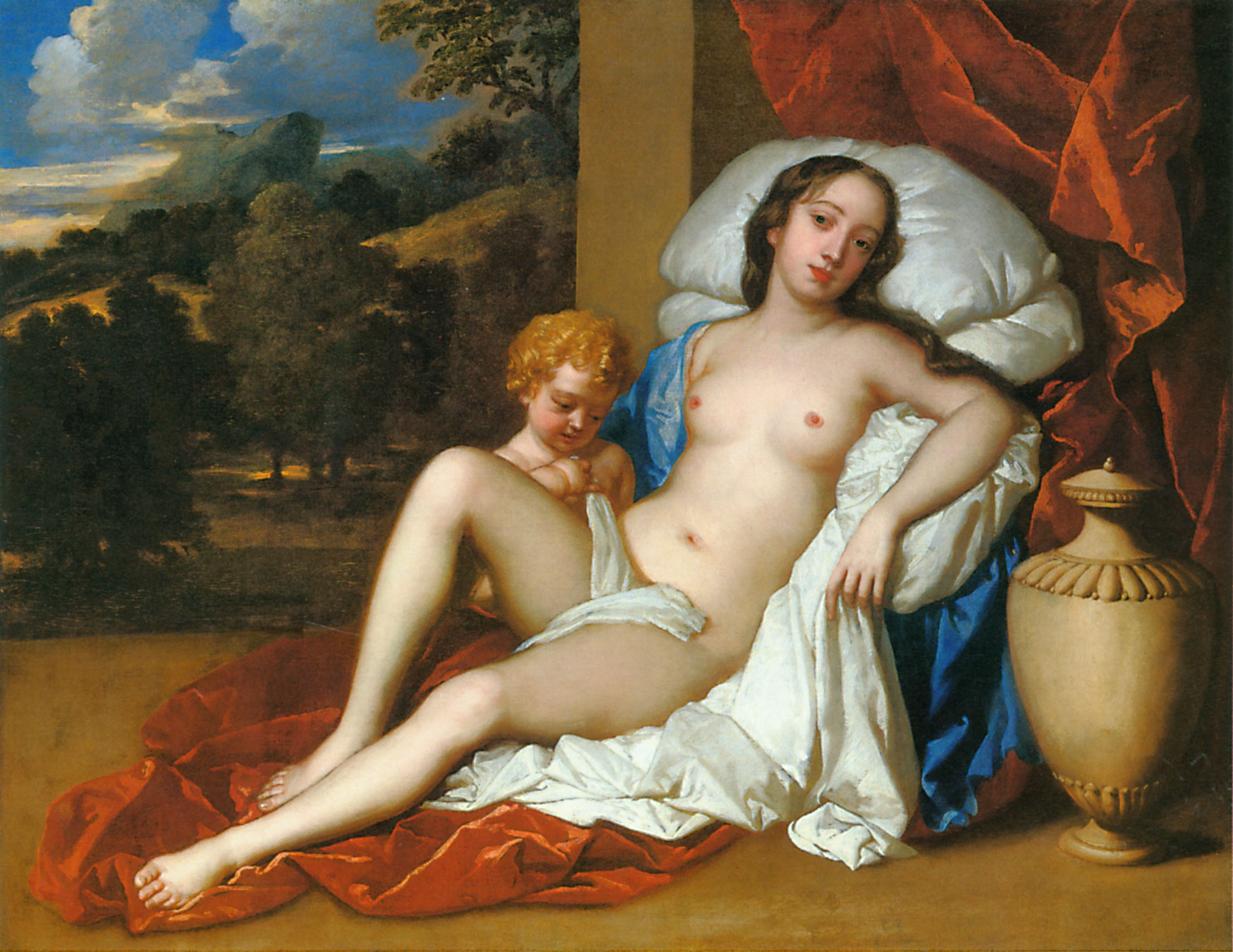
Nell Gwyn als Venus, Gemälde von Peter Lely (zwischen 1665 und 1670).

Im Juli 1667 wurde Nell zunächst die Mätresse von Lord Buckhurst, der sie in seinem Haus in Epsom unterbrachte. Pepys berichtet über diese Beziehung folgendermaßen:
| My Lord Buckhurst hath got Nell away from the King’s house and gives her 100 (engl. Pfund) a year, so as she hath sent her parts to the house and will act no more. Samuel Pepys Tagebuch, 13. Juli 1667 | Lord Buckhurst brachte Nell vom King’s House (weg) und bietet ihr 100 Pfund pro Jahr, damit sie ihre Stücke nachhause geschickt bekommt und nie wieder auftritt. |

Die Beziehung beider hielt kaum einen Monat. Bereits im August war Nell wieder am Theater in dem Stück The Indian Emperor beschäftigt.
Der König und Nell trafen einander wahrscheinlich nicht vor 1668, dem Jahr, in dem der Einfluss seiner Hauptmätresse Barbara Villiers langsam schwand. Schon früher hatte Charles II. sie in einigen ihrer Rollen im Theater gesehen, aber keinen näheren Kontakt mit ihr aufgenommen. Als sein Jugendfreund George Villiers, 2. Herzog von Buckingham begann, ihm neue Damen zuzuführen, um seine Cousine und Langzeit-Mätresse Barbara Villiers zu entmachten, waren neben Nell auch ihre Schauspielkolleginnen Mall Davis und Jane Roberts Kandidatinnen, mit denen sich der König gerne verabredete. Wann die beiden einander kennenlernten, ist nicht bekannt. Samuel Pepys notierte am 2. Januar 1668 in sein Tagebuch: The King did send several times for Nelly, and she was with him (Der König schickte einige Male nach Nelly und sie war bei ihm.). Bereits im Frühling 1668 schienen sie einander so gut zu kennen, dass sie miteinander ausgingen. Auch hier zeigte sie ihren frechen Witz, indem sie ihn, in Anspielung auf zwei frühere Liebhaber mit dem Namen Charles, als „mein Charles der Dritte“ bezeichnete.
Zwischen September 1668 und dem Frühling 1669 verbrachten Charles und Nell sehr viel Zeit miteinander. Als 1670 Henrietta Anne Stuart, die Schwester des englischen Königs und Herzogin von Orléans, zu einem Besuch nach London kam, lernte sie Nell sogar persönlich kennen, und Nell erhielt Geschenke von Minette, wie Henrietta Anne von ihrem Bruder genannt wurde. Obwohl kurz danach Louise de Kérouaille, eine junge Hofdame im Gefolge von Henrietta Anne Stuart, ebenfalls eine Mätresse von Charles II. wurde, führte Nell keinerlei Eifersuchtsszenen auf. Im Gegensatz zu Barbara Villiers oder Louise bestand Nell auch nicht auf einer Wohnung in Whitehall.
Die Häufigkeit ihres Umgangs mit den anderen Mätressen des Königs war gering, und Nell ließ sich höchstens zu spöttischen Bemerkungen oder Späßen herab. Vor allem dann, wenn das Verhalten der Herzogin von Cleveland, Barbara Villiers, wieder einmal zu protzig und anmaßend wurde, machte sich Nell einen Spaß daraus, genau dieses Verhalten der Lächerlichkeit preiszugeben. So soll Barbara einmal in einer sechsspännigen Kutsche durch London gefahren sein. Nell mietete daraufhin einen großen Wagen mit einem Ochsen-Sechsgespann, zog sich ein schlampig aussehendes Kleid an und fuhr an dem Haus von Barbara vorbei. Genau vor dem Haus ließ sie die Peitsche knallen und schrie laut „Whores to market“ (Huren feilzubieten).
Nell war auch dem König gegenüber sehr direkt und unverblümt in ihrer Rede. So soll Nell, als der König sie bat, die Gräfin von Shrewsbury zu einer Party einzuladen, welche Nell zu seinen Ehren gab, geantwortet haben:
| “One whore at a time is enough for you, Sir.” | „Eine Hure auf einmal sollte genug für Euch sein, mein Herr.“ |

In aller Öffentlichkeit soll Nell den König des Öfteren und sehr direkt gefragt haben, ob er abends zu ihr kommen würde oder nicht.
| “I hope I shall have your company at night, shall I?” | „Ich hoffe, dass ich heute Nacht Ihre Gesellschaft haben werde, nicht?“ |

Wie zu erwarten hoffte Nell nie vergebens, den König nachts zu sehen. 
Nell hatte offensichtlich mit der Bezeichnung „Hure“ oder „Nutte“ kein Problem. Sie benutzte diese Bezeichnung oft und gerne, auch, um zu verdeutlichen, dass ihr Standesunterschiede unwichtig waren. Bei einer Gelegenheit, bei der sie mit James Scott, 1. Herzog von Monmouth, einem illegitimen Sohn des Königs, zu Abend aß und er sie als „ill-bred“ (von minderer Herkunft und schlechter Erziehung) bezeichnete, soll sie ihn sehr selbstbewusst, in Anspielung auf die Herkunft und das Leben seiner Mutter Lucy Walter, die sich als Geliebte von Robert Sidney auch Mrs. Barlow nannte, gefragt haben:
| “Was Mrs. Barlow better bred than I?” | „War Mrs. Barlow besserer Herkunft (und Erziehung) als ich?“ |

Am 8. Mai 1670 brachte Nell ihren ersten Sohn von Charles II. zur Welt, der nach dem Vater Charles genannt wurde. In der Zwischenzeit hatte sie ein großes und komfortables Haus in dem damals sehr beliebten Vorort Lincoln’s Inn Fields in London bezogen. 1671, kurz bevor sie den zweiten Sohn von Charles zur Welt brachte, bezog sie ein Haus mit repräsentativerer Adresse: 79 Pall Mall.
Charles war vorsichtig damit, Nell nach Whitehall einzuladen, und Nell forderte solche Einladungen auch nie ein. Ihr Biograf Derek Parker schreibt, dass Nell keine Lust gehabt hätte, sich wie eine Lady zu benehmen, die sie nicht war, und dass sie sich lieber in ihrem eigenen Haus mit dem König in weit ungezwungenerer Atmosphäre traf. Louise de Kérouaille, im Gegensatz zu ihr von adeliger Abstammung und am Hof erzogen, bezog 1671 Appartements in Whitehall. Beide Frauen trafen sich selten in Whitehall, aber des Öfteren bei Familientreffen, denn Charles liebte es, im Kreise seiner Kinder und Mätressen Ausflüge und Picknicks zu veranstalten.
Bei einer Gelegenheit soll Louise Nell zu ihrem gesellschaftlichen Aufstieg gratuliert haben mit den Worten, sie sei so reich wie eine Königin.
In Anspielung auf die Verleihung des Titels „Herzogin von Portsmouth“ an Louise, durch die Geburt ihres ersten und einzigen Sohnes mit Charles, soll Nell geantwortet haben
| “You are right, madam. And I am whore enough to be a duchess.” | „Das stimmt, Madame. Und ich bin Hure genug, Herzogin zu sein.“ |

Louise war bekannt für ihre vielen angeblichen Krankheiten oder Selbstmorddrohungen, die immer dann zum Tragen kamen, wenn sie das Gefühl hatte, das Interesse des Königs zu verlieren. Wegen dieser emotionalen Szenen wurde sie von Nell auch Squintabella genannt.
Als der Sohn von Louise, Charles Lennox, 1675 zum Herzog von Richmond ernannt wurde, regte sich doch etwas in Nell. Ihre beiden Söhne waren bisher nicht mit Titeln und Ländereien versorgt, anders als die anderen illegitimen Kinder des Königs. So soll sie, als Charles sie in ihrem Haus besuchte, ihren Sohn mit folgenden Worten gerufen haben
| “Come here, you little bastard, and say hello to your father!” | „Komm her, du kleiner Bastard, und begrüße deinen Vater.“ |

Als Charles sie zurechtwies, das Kind nicht mit der Bezeichnung „Bastard“ zu beleidigen, antwortete Nell:
| “Why, Sire, Your Majesty has given me no other name to call him by.” | „Nun, Majestät haben mir keinen anderen Namen genannt, ihn zu rufen.“ |

1676 wurden ihrem Erstgeborenen die Titel Baron Headington, Earl of Burford und Herzog von St. Albans verliehen. Da Charles II. alle seine Kinder mit Titeln und Ländereien versorgte, reimte der Dichter Andrew Marvell folgendes Gedicht:
| The Miss takes place, and advanc’d to be Duchess With pomp great as queens in their coach and six horses: Their bastards made Dukes, Earls, Viscounts and Lords. And all the high titles that honour affords. | Eine Dame erscheint mit dem Willen Herzogin zu werden Mit größerem Pomp als eine Königin in ihrer Kutsche mit sechs Pferden. Ihre Bastarde werden zu Earls, Herzögen, Viscounts und Lords gemacht. Und allen hohen Titel, die Bemühungen ehren. |

Bis 1677 hielt die sehr enge Beziehung zwischen dem König und Nell an. Man kann annehmen, dass die sexuellen Beziehungen allmählich zurückgingen und einer tiefen Freundschaft und Sympathie Platz machten. Der König schien das Zusammensein mit Nell sehr zu genießen und amüsierte sich gerne über ihre witzigen Einfälle für Spaziergänge, Treffen, Dinners, Partys und Picknicks. So soll sie bei einem Angelausflug mit dem König heimlich gekauften, fertig gebratenen Fisch an ihre Angel gesteckt haben, damit der Ausflug nicht so langweilig wäre, und damit man auch wirklich etwas zu essen hätte, im Falle, dass das Angelglück nicht groß wäre.
Nell Gwyn war im englischen Volk weiterhin sehr beliebt und wurde bei einem Angriff gegen sie in einem Theater vom Publikum offen verteidigt. Thomas Herbert, der später der 8. Earl of Pembroke wurde, soll sein Schwert gezogen haben, um den Angreifer zu töten. Als sie 1681 in ihrer Kutsche durch Oxford fuhr, ereiferte sich das Volk gegen sie, das sie für eine andere Geliebte des Königs, die Katholikin Louise de Kérouaille, hielt. Nell steckte den Kopf durch das Fenster und rief:
| “Good people, you are mistaken. I am the Protestant whore.” | „Liebe Leute, ihr irrt euch. Ich bin die Protestantenhure.“ |

Ein anderes Mal hielt sie ihren Kutscher davon ab, sich mit einem Mann zu schlagen, der sie Hure genannt hatte. Sie meinte:
| “After all, it is an accurate description.” | „Im Grunde trifft's doch genau zu!“ |

Diese typische Ausdrucksweise machte sie ausgesprochen populär im englischen Volk und bis heute unvergessen.

### Lebensende
Nell Gwyn wurde für ihre „Dienste für den König“ nie geadelt oder mit Vermögen und Schmuck überhäuft, wie Barbara Villiers oder Louise de Kérouaille. Der König schenkte ihr mehrere Häuser und setzte ihr eine Jahresrente von 2.000 englischen Pfund aus. Da sie viele Adelige persönlich kannte und ein unternehmenslustiger Mensch war, gab sie in ihren Häusern viele Dinnerpartys und Feste oder ging aus. Sie kehrte trotz vieler Angebote nie zum Theater zurück.
Nell wagte es nie, sich in die persönlichen oder politischen Themen ihres Liebhabers einzumischen, wie das Louise und Barbara taten. Derek Parker vermutet eine starke charakterliche Ähnlichkeit zwischen Charles II. und Nell. Nell wusste, dass solche Diskussionen nur zu Ärger führen würden, und vermied diese Themen.
Als im Juni 1681 ihr jüngster Sohn in Paris starb, war Nell sehr verzweifelt und beschuldigte sich selbst, an seinem Tod schuld zu sein. Sie hatte ihn für ein Jahr in Begleitung seines Erziehers nach Paris zur Erziehung und Ausbildung geschickt. James soll an einem „offenen Bein“ gestorben sein, wahrscheinlich eine entzündete Wunde nach einem Unfall.
Die Errichtung eines Krankenhauses in Chelsea soll von ihr angeregt worden sein. Dass die Idee für die Gründung eines Krankenhauses für ehemalige Armeeangehörige von Nell stammen soll, ist nicht belegt, wird ihr aber in vielen Texten und Biografien zugeschrieben.
Im Juli 1679 meldete die englische Zeitung The Domestic Intelligence den Tod von Nells Mutter Rose. Rose war zum Ende ihres Lebens eine stadtbekannte Alkoholikerin. Während eines nächtlichen Spaziergangs soll sie in einen Bach gefallen, ohnmächtig geworden und ertrunken sein. Einen Tag nach ihrem Tode arrangierte Nell eine großzügige Beerdigung für ihre Mutter, die sie zeit ihres Lebens finanziell unterstützt hatte. Rose Gwyn wurde in der Kirche St. Martin beerdigt.
Als Nell Anfang Februar 1685 von einer ernsthaften Erkrankung des Königs erfuhr und zu ihm wollte, wurde sie nicht zu seinem Bett vorgelassen. Sein Bruder James, der kommende König Jakob II., ließ ihr mitteilen, sie sei kein Mitglied der königlichen Familie. Als Charles am 6. Februar 1685 starb, wurde ihr verboten, Trauer zu zeigen oder Trauerkleidung zu tragen. Ebenso durfte sie weder am Trauergottesdienst noch an seiner Beerdigung teilnehmen.
Nachdem James am 23. April 1685 zum König gekrönt wurde, schickte Nell ihm einen Brief, in dem sie um eine monatliche Rente bat, da die Zuwendungen von Charles nun eingestellt wurden. James setzte ihre Rente zunächst auf 500, später auf jährlich 1.500 englische Pfund fest und zahlte einige ihrer Rechnungen oder löste ihre Hypotheken ab. Er entsprach damit dem Wunsch, den sein Bruder auf dem Totenbett geäußert hatte. („Let not poor Nelly starve!“ – „Lass die arme Nelly nicht verhungern!“)
Ab Frühling 1687 konsultierte Nell Richard Lower, einen anerkannten und bekannten Arzt, um sich von ihm untersuchen zu lassen. Über ihre Krankheit wurde in den letzten Jahrhunderten viel spekuliert, und nichts außer der Todesursache konnte durch Quellen genau belegt werden. Ihr Biograf Derek Parker schreibt, dass Richard Lower ihr wohl um die Mitte 1687 mitgeteilt habe, dass sie sterben würde. Sie diktierte daraufhin ihr Testament und arrangierte ihre Beerdigung. Als sie am 14. November 1687 starb, war ihr Sohn Charles nicht bei ihr. Er kämpfte gegen die türkische Invasion auf dem Kontinent. Nell Gwyn starb mit nur 37 Jahren an einem Schlaganfall.
Nell hatte für sich eine großartige Beerdigung verfügt, die die damals astronomische Summe von 375 englischen Pfund verschlang. Der spätere Erzbischof von Canterbury Mr. Tenison hielt den Trauergottesdienst. Nell wurde wie ihre Mutter in der Kirche St. Martin’s-in-the-Fields (heute St. Martin’s) am jetzigen Trafalgar Square begraben.
Nell Gwyn war, um es mit den Worten des englischen Dramatikers George Etherege zu sagen
| “…a scoundrel lass / Rous’d from a dung-hill to a king’s embrace”. | „… ein schurkisches Mädchen, herangewachsen von einem Misthaufen zu einer königlichen Umarmung“. |

## Kinder
Mit Karl II.:
1. Charles Beauclerc (1670–1726), wurde am 21. Dezember 1676 zum Baron Heddington und Earl of Burford und am 5. Januar 1685 zum Duke of St. Albans ernannt.
2. James Beauclerc (1671–1681)

## Stimmen der Zeitgenossen: Legende und Mythos
Im Jahre 1883 gab der Bischof von Hereford seine Zustimmung für die Anbringung einer Erinnerungstafel an Nell Gwyns Geburtsort an der Außenseite seiner Gartenmauer. Die Stelle der Erinnerungstafel soll den Platz markieren, an dem angeblich ihr Geburtshaus stand.

## Rezeption
Im Tafelservice berühmter Frauen von Vanessa Bell und Duncan Grant von 1934 ist ihr ein Teller gewidmet.

### Verfilmungen
- 1911: Nell Gwynn the Orange Girl
- 1914: Nell Gwynne
- 1926: Nell Gwynne
- 1934: Nell Gwyn
- 2003: Charles II. – The Power And The Passion
- 2004: Stage Beauty

### Bühnenstücke
- 2015: Nell Gwynn von Jessica Swale, Uraufführung im September 2015 im Globe Theatre, London, Hauptrolle gespielt von Gugu Mbatha-Raw